# Sinclair QDOS
QDOS (u službenoj literaturi i kao Qdos; ime se ne smatra za akronim; usporedi riječ koju se izgovara na istin način kudos) je višezadaćni (multitasking) operacijski sustav za osobno računalo Sinclair QL i njegove klonove. Dizajnirao ga je Tony Tebby dok je radio u tvrtci Sinclair Research kao "unutarnje" rješenje za 68K/OS, projekt kojeg je kasnije ugasio Sinclair, no kojeg su izdali izvorni autori GST Computer Systems. 
QDOS se primijenilo u asemblerskom jeziku Motorole 68000 i na Sinclairovom QL-u; bio je rezidentan u 48 kB ROM-a. Sastojao se ili od tri 16 kilobajtnih EPROM čipova ili od jednog ROM čipa od 32 kB s jednim ROM čipom od 16 kB. Ovi ROM-ovi su držali interpreter SuperBASIC-a, napredne inačice BASIC-a koja je sadržavala strukturirane programske dodatke. Ovo je također djelovalo i kao sučelje naredbenog redka.
Među mogućnosti koje je nudio QDOS su spadale upravljanje procesima (eng. process; u nazivlju QDOS-a: jobs), alociranju memorije, proširivi "preusmjerivi I/O sustav", koji je davao generični okvir za datotečni sustav i pogonitelje. Također je imao mogućnost prikazivanja vrlo jednostavnih prozora. Ova i još neke osobine nisu nikad bile u potpunosti primijenjene u objavljenim inačicama QDOS-a, no poboljšavalo ih se u kasnijim proširenjima operacijskog sustava kojeg je proizvodila Tebbyjeva vlastita tvrtka QJUMP.
Razvijalo se ponovno napisane i poboljšane inačice QDOS-a, među kojima su Minerva Laurencea Reevesa te Tebbyjevi SMS2 i SMSQ/E. Potonji je najsuvremenija inačica i još ju se poboljšava.

## Inačice
Inačice QDOS-a se identificira po brojčanim oznakama. Firmware QL-ovih ROM-ova u cjelini, uključujući SuperBASIC, dobili su dva ili tri abecedna identifikatora (koje pokaže SuperBASIC-ova funkcija VER$).
Izdane su sljedeće inačice QDOS-a (nadnevci su prema procjenjenim prvim isporukama kupcima):
- 0.08: zadnja pretproizvodna inačica.

- 1.00: odgovara inačici FB QL-ovih ROM-ova, koji su izašli u travnju 1984.

- 1.01: odgovara inačici PM ROM-ova. Ovo je bila brža i poboljšana potpora za Microdrive.

- 1.02: odgovara inačici AH ROM-a koja je izašla u lipnju 1984. godine. Poboljšala je brojne softverske pogreške i bila je prva inačica ROM-a koju se proizvelo u velikom broju.

- 1.03: nalazi se u inačicama ROM-ova JM i TB. Malo izdanje u kojem se ispravilo neke softverske pogreške. Izašlo je zadnjeg tromjesečja 1984. godine.

- 1.10: odgovara inačicama JS i JSU (izvozna inačica za SAD) ROM-ova. Izašla je u prvom tromjesečju 1985. godine. Ovo je bila zadnja inačica u QL-ovima koje se je proizvelo za tržište Ujedinjenog Kraljevstva.

- 1.13: odgovara seriji MGx inačica ROM-ova za europska tržišta. Sadrži značajni broj popravljenih softverskih pogrešaka. Zna se za sljedeće lokalizirane inačice firmwarea MG:
  - MGE: španjolski
  - MGF: francuski
  - MGG: njemački
  - MGI: talijanski
  - MGS: švedski

Lokalizirane inačice QDOS-a se je identificiralo po "." u broju inačice kojeg se zamijenilo s dometnim slovom kojim se označilo teritorij, primjerice ROM-oviMGE su sadržavali QDOS-ovu inačicu 1E13. Sve inačice firmwarea MG su sadržavale isti čip za ROM od 32 kB. Poznato je da je Qdos 1.13 bio dijelom inačice ROM-a lokalizirane na grčki jezik, poznate kao ΣFP (na ROM-ovima označene kao EFP).